# Shu Qi
Shu Qi (舒淇, ook wel Hsu Chi of Shu Kei) (Nieuw Taipei, 16 april 1976) is een Taiwanese actrice.

## Biografie
Shu Qi werd geboren als Lin Li-Hui in 1976 in Nieuw Taipei. Op zeventienjarige leeftijd verhuisde ze naar Hongkong waar ze onder het management van filmproducent Manfred Wong in verschillende Hongkongproducties acteerde. Ze poseerde voor de Chinese editie van Playboy en acteerde in erotische films. Voor haar rol in Viva Erotica in 1996 werd ze beloond met de Hong Kong Film Award voor beste vrouwelijke bijrol. Na talrijke rollen in Chinese en Hongkongse films speelde ze de hoofdrol in 2002 in de Franse actiefilm The Transporter. Ze was jurylid op het internationaal filmfestival van Berlijn in 2008 en op het filmfestival van Cannes in 2009.

## Filmografie
| Jaar | Titel                                                      | Rol                                        | Opmerkingen  |
| ---- | ---------------------------------------------------------- | ------------------------------------------ | ------------ |
| 1996 | A Queer Story 基佬40                                       | Kleine Fai                                 |              |
| 1996 | Till Death Do Us Laugh 怪談協會                            | Yu Wai-kei                                 |              |
| 1996 | Street Angels 紅燈區                                       | Ming-Ming                                  |              |
| 1996 | Growing Up 人細鬼大                                        | Maggie Shao                                |              |
| 1996 | Viva Erotica 色情男女                                      | Mango                                      |              |
| 1996 | Sex & Zen II 玉蒲團二之玉女心經                            | Siu-tsui                                   |              |
| 1997 | L-O-V-E... Love 超級無敵追女仔                             | Faye Lok                                   |              |
| 1997 | My Dad Is a Jerk 對不起，多謝你                            | Angela                                     |              |
| 1997 | Love Is Not a Game, But a Joke 飛一般愛情小說              | Sandy Lee                                  |              |
| 1997 | Those Were the Days 精裝難兄難弟                           | Shiu Fong-fong                             |              |
| 1997 | Love: Amoeba Style 愛情Amoeba                              | Boy                                        |              |
| 1997 | The Fruit is Swelling 蜜桃成熟時1997                       | (haarzelf)                                 | cameo        |
| 1998 | Extreme Crisis B計劃                                       | Anita Lee                                  |              |
| 1998 | The Blacksheep Affair 碧血藍天                             | Chan Pun                                   |              |
| 1998 | Portland Street Blues 古惑仔情義篇之洪興十三妹             | Scarface                                   |              |
| 1998 | Young and Dangerous: The Prequel 新古惑仔之少年激鬥篇      | Fei                                        |              |
| 1998 | City of Glass 玻璃之城                                     | Vivian                                     |              |
| 1998 | Bishonen 美少年之戀                                        | Kana                                       |              |
| 1998 | Love Generation Hong Kong 新戀愛世紀                       | Joey                                       |              |
| 1998 | The Storm Riders 風雲雄霸天下                              | Muse / Chor-chor                           |              |
| 1998 | Young and Dangerous 5 98古惑仔之龍爭虎鬥                   | Meiling                                    |              |
| 1998 | The Lucky Guy 行運一條龍                                   | Law Fon-fon                                |              |
| 1999 | When I Look Upon the Stars 天旋地戀                        | Kiki                                       |              |
| 1999 | The Island Tales 有時跳舞                                  | Meiling                                    |              |
| 1999 | Iron Sister 慾女                                           | Ironic Suen                                |              |
| 1999 | A Man Called Hero 中華英雄                                 | Woudninja                                  |              |
| 1999 | Gorgeous 玻璃樽                                            | Bu                                         |              |
| 1999 | Metade Fumaca 半支煙                                       | Nam                                        |              |
| 1999 | My Loving Trouble 7 我愛777                                | Julia / 777                                |              |
| 1999 | Home in My Heart 星語心願                                  | Lai                                        |              |
| 2000 | Unexpected Challenges 靈與慾                               | Zsa Zsa                                    |              |
| 2000 | Hidden Whisper 小百無禁忌                                  | Xiaobai                                    |              |
| 2000 | Born to Be King 勝者為王                                   | Meiling                                    |              |
| 2000 | Flyin' Dance 第一次的親密接觸                              |                                            |              |
| 2000 | Skyline Cruisers 神偷次世代                                | June                                       |              |
| 2000 | Dragon Heat 龍火                                           |                                            |              |
| 2000 | My Name is Nobody 賭聖3無名小子                            | Candy                                      |              |
| 2000 | For Bad Boys Only BadBoy特攻                               | Shadow / Kwan Chin / Eleven                |              |
| 2001 | Millennium Mambo 千禧曼波                                  | Vicky                                      |              |
| 2001 | Visible Secret 幽靈人間                                    | June / Wong Siu-kam                        |              |
| 2001 | Love Me, Love My Money 有情飲水飽                          | Choi                                       |              |
| 2001 | Beijing Rocks 北京樂與路                                   | Yang Yin                                   |              |
| 2001 | Martial Angels 絕色神偷                                    | Cat                                        |              |
| 2002 | The Wesley's Mysterious File 衛斯理藍血人                  | Pak Sue                                    |              |
| 2002 | Women From Mars 當男人變成女人                             | Boodschapper van de Hel                    |              |
| 2002 | So Close 夕陽天使                                          | Lynn                                       |              |
| 2002 | Just One Look 一碌蔗                                       | mysterieuze vrouw op balkon                | cameo        |
| 2002 | The Transporter                                            | Lai Kwai                                   |              |
| 2002 | Haunted Office Office有鬼                                  | Shan                                       |              |
| 2003 | Looking for Mr. Perfect 奇逢敵手                           | Grace                                      |              |
| 2003 | The Foliage 美人草                                         | Ye Xingyu                                  |              |
| 2004 | The Eye 2 見鬼2                                            | Joey Cheung                                |              |
| 2005 | Seoul Raiders 韓城攻略                                     | JJ                                         |              |
| 2005 | Three Times 最好的時光                                     | May / courtisane / Jing                    |              |
| 2005 | Home Sweet Home 怪物                                       | May                                        |              |
| 2006 | Confession of Pain 傷城                                    | Hung                                       |              |
| 2006 | My Wife Is a Gangster 3                                    | Lim Ar-young                               |              |
| 2007 | Forest of Death 森冤                                       | Ha Chun-Chi                                |              |
| 2007 | Blood Brothers 天堂口                                      | Lulu                                       |              |
| 2008 | If You Are the One 非誠勿擾                                | Liang Xiaoxiao / Smiley                    |              |
| 2008 | Legends in the Tang Dynasty - Nei In Niang 聶隱娘          | Nie Yinniang (stem)                        | animatiefilm |
| 2009 | Look for a Star 游龍戲鳳                                   | Milan Sit                                  |              |
| 2009 | New York, I Love You                                       | Chinese herbalist                          |              |
| 2010 | City Under Siege 全城戒備                                  | Angel Chan                                 |              |
| 2010 | Legend of the Fist: The Return of Chen Zhen 精武風雲－陳真 | Kiki / Fang Qing / Kapitein Yamaguchi Yumi |              |
| 2010 | If You Are the One 2 非诚勿扰2                             | Liang Xiaoxiao / Smiley                    |              |
| 2010 | Let the Wind Carry Me 乘著光影旅行                         |                                            |              |
| 2011 | A Beautiful Life 不再讓你孤單                              | Li Peiru                                   |              |
| 2011 | 10+10 十加十                                               | De jonge vrouw                             |              |
| 2012 | Love 愛                                                    | Fang Rouyi                                 |              |
| 2012 | The Second Woman 情謎                                      | Huibao / Huixiang                          |              |
| 2012 | Tai Chi 0 太極從零開始                                     | Luchan's moeder                            |              |
| 2012 | Tai Chi Hero 太極Ⅱ：英雄崛起                               | Luchan's moeder                            |              |
| 2012 | CZ12 十二生肖                                              | David's vrouw                              | cameo        |
| 2012 | Beautiful University 美麗大學                              | Qin Yue                                    | Korte film   |
| 2013 | Journey to the West: Conquering the Demons 西遊•降魔篇     | Miss Duan                                  |              |
| 2014 | Gone with the Bullets 一步之遥                             | Wanyan Ying                                |              |
| 2015 | The Assassin 聶隱娘                                        | Nie Yinniang                               |              |
| 2015 | All You Need Is Love 跑吧愛情                              | Yeh Fenfen                                 |              |
| 2016 | My Best Friend's Wedding 我最好朋友的婚礼                  | Gu Jia                                     |              |
| 2017 | The Adventurers 侠盗联盟                                   | Red                                        |              |
| 2017 | Journey to the West: The Demons Strike Back 西游．伏妖篇   | Duan Xiaojie                               |              |
| 2018 | The Island 一出好戲                                        | Shanshan                                   |              |
| 2019 | Shanghai Fortress 上海堡壘                                 | Lin Lan                                    |              |
| 2025 | Kuang ye shi dai 狂野时代                                  |                                            |              |

## Prijzen en nominaties[2]
De belangrijkste:
| Jaar | Prijs                      | Categorie                   | Genomineerde(n)                | Uitslag     |
| ---- | -------------------------- | --------------------------- | ------------------------------ | ----------- |
| 1996 | Golden Horse Award         | Beste actrice in een bijrol | Viva Erotica                   | Genomineerd |
| 1997 | Golden Bauhinia Award      | Beste actrice in een bijrol | Viva Erotica                   | Gewonnen    |
| 1997 | Golden Horse Award         | Beste actrice               | Love Is Not a Game, But a Joke | Genomineerd |
| 1997 | Hong Kong Film Award       | Beste actrice in een bijrol | Viva Erotica                   | Gewonnen    |
| 1997 | Hong Kong Film Award       | Beste nieuwe acteur         | Viva Erotica                   | Gewonnen    |
| 1998 | Golden Horse Awards        | Beste actrice in een bijrol | Portland Street Blues          | Gewonnen    |
| 1999 | Hong Kong Film Awards      | Beste actrice in een bijrol | Portland Street Blues          | Gewonnen    |
| 1999 | Hong Kong Film Awards      | Beste actrice               | City of Glass                  | Genomineerd |
| 1999 | Hong Kong Film Awards      | Beste actrice in een bijrol | The Storm Riders               | Genomineerd |
| 2001 | Golden Horse Award         | Beste actrice               | Millennium Mambo               | Genomineerd |
| 2005 | Golden Horse Award         | Beste actrice               | Three Times                    | Gewonnen    |
| 2010 | Hundred Flowers Awards     | Beste actrice               | If You Are the One             | Genomineerd |
| 2010 | Hong Kong Film Award       | Beste actrice               | Look for a Star                | Genomineerd |
| 2011 | Golden Horse Award         | Beste actrice               | A Beautiful Life               | Genomineerd |
| 2011 | Ming Pao Anniversary Award | Beste actrice in een film   | A Beautiful Life               | Gewonnen    |
| 2012 | Hong Kong Film Award       | Beste actrice               | A Beautiful Life               | Genomineerd |